# Bady Bassitt
Pour les articles homonymes, voir Bady.
Bady Bassitt est une municipalité brésilienne de l'État de São Paulo et la Microrégion de São José do Rio Preto.

## Démographie
| Évolution de la population (municipalité) | Évolution de la population (municipalité) | Évolution de la population (municipalité) | Évolution de la population (municipalité) |
| Année                                     | Population                                |                                           | %±                                        |
| ----------------------------------------- | ----------------------------------------- | ----------------------------------------- | ----------------------------------------- |
| 1960                                      | 3 661                                     |                                           | —                                         |
| 1970                                      | 2 669                                     |                                           | −27,1%                                    |
| 1980                                      | 2 834                                     |                                           | 6,2%                                      |
| 1991                                      | 5 717                                     |                                           | 101,7%                                    |
| 2000                                      | 11 550                                    |                                           | 102,0%                                    |
| 2010                                      | 14 603                                    |                                           | 26,4%                                     |
| 2022                                      | 27 260                                    |                                           | 86,7%                                     |
| ,                                         |                                           |                                           |                                           |